# Стиняно
Стиня̀но (на италиански: Stignano) е село и община в Южна Италия, провинция Реджо Калабрия, регион Калабрия. Разположено е на 343 m надморска височина. Населението на общината е 1331 души (към 2012 г.).